# Flandre (schip, 1888)
De Flandre was een Belgische pakketboot die gebouwd werd op de Cockerill Yards in Hoboken, Antwerpen met bouwnummer 274. Deze raderpakketboot was 82,86 m lang en 8,84 m breed, 1021 ton. Ze voer met een machine van 4300 pk en haalde daarmee een snelheid van 19 knopen. Het was het eerste schip van de werf waarop een elektrische verlichting werd geïnstalleerd. Het schip kostte de Belgische Staat toen 1.000.000 Bfr. Het kwam in 1888 in dienst op de Oostende-Doverlijn.
Aan beide zijden had ze eveneens een breed- en langszijlopende raderdek, die aansloot met de overkapte schoepenraden. Dit was om het op- en uitstappen te vergemakkelijken en tevens om aan de schoepenraden te werken.
De "Flandre" was een zusterschip van de "Marie-Henriëtte" en "Léopold II" qua opbouw en constructie, maar was wel 18 m langer en anderhalve meter breder.
Op 4 september 1905 kwam het schip met de koninklijke gasten aan boord, van Oostende naar Antwerpen gevaren, voor een koninklijk bezoek aldaar.
Zij werd tijdens de Duitse aftocht in de Eerste Wereldoorlog in 1918 in de haven van Oostende tot zinken gebracht, samen met de Vindictive.